# To Venus and Back
To Venus and Back ist ein Doppelalbum von Tori Amos, bestehend aus ihrem fünften Studioalbum und ihrem ersten Livealbum. Es erschien am 20. September 1999 bei Atlantic Records und wurde von ihr allein geschrieben sowie produziert.

## Produktion
Amos’ Tournee im Jahr 1998 zum Album From the Choirgirl Hotel war ihre erste mit einer Begleitband. Sie war mit den Ergebnissen sehr zufrieden und ließ jeden Abend die Show mitschneiden. Geplant war ursprünglich, ein Livealbum und eine Platte mit Raritäten und B-Seiten zu veröffentlichen. Auf die Idee zu einem Livealbum kam Amos, nachdem sich Fans bei ihr über die schlechte Qualität von Bootlegs beschwert hatten. Sie sagte dazu, dass sie ein Livealbum machen wolle, bevor sie ein Sauerstoffgerät neben dem Klavier brauchen würde.
Nach der Tournee kehrte Amos mit der Tour-Band, bestehend aus Gitarrist Steve Caton, Bassist Jon Evans und Schlagzeuger Matt Chamberlain, in ihr Aufnahmestudio Martian Engineering neben ihrem Haus in Cornwall zurück, um alle aufgezeichneten Auftritte zu sichten, B-Seiten zu remixen und an einigen neuen Songs zu arbeiten. Es stellte sich schnell heraus, dass sie genug neues Material für ein vollwertiges Studioalbum besaß.
So entstand ein Doppelalbum, bestehend aus Venus Orbiting mit elf neuen Songs und Venus Live, Still Orbiting, Amos’ erster Liveaufnahme. Steve Caton sagte zur Arbeitsweise, dass er normalerweise etwa anderthalb Tage pro Song benötigen würde, es bei To Venus and Back aber neun Songs in viereinhalb Tagen gewesen seien.
Einige der Songs wurden erst kurz vor der Aufnahme im Studio geschrieben. Das Album unterscheidet sich deutlich von Amos’ früheren Arbeiten, es enthält rockige und langsamere Tracks und bietet Klanglandschaften, die sich von elektronischem Piano-Pop und Hip-Hop bis hin zu ambienter Weltraummusik bewegen. Es ist aber auch eine Rückkehr zu den Keyboards, dem Bass und dem Schlagzeug ihres Debüts Little Earthquakes und ist sowohl autobiografisch als auch rätselhaft.
Der Titel des Albums entstand in einer Unterhaltung von Amos mit Freundinnen zum Thema ins All fliegen; Amos war der Mars zu männlich, sie würde zur Venus tendieren, deren Mythologie für das Weibliche steht, daher „Zur Venus und zurück“.

## Die Sicht von Tori Amos
Amos sagte, dass es ein Album über Gefühle, Träume und das Beobachten von Dingen sei, sie es aber nicht analysieren und alles erklären möchte; es sei sehr wichtig, dass der Hörer dies selbst machen würde – seine eigenen Erklärungen finden, seine eigenen Gefühle projizieren, was einen Teil des Charmes eines Songs ausmachen würde.

## Titelliste

### Album 1:Venus Orbiting
1. Bliss – 3:42
2. Juárez – 3:48
3. Concertina – 3:56
4. Glory of the 80’s – 4:03
5. Lust – 3:53
6. Suede – 4:58
7. Josephine – 2:29
8. Riot Poof – 3:28
9. Dātura – 8:25
10. Spring Haze – 4:44
11. 1000 Oceans – 4:19

### Album 2:Venus Live, Still Orbitin
1. Precious Things – 7:38
2. Cruel – 6:47
3. Cornflake Girl – 6:31
4. Bells For Her – 5:42
5. Girl – 4:15
6. Cooling – 5:09
7. Mr. Zebra – 1:17
8. Cloud On My Tongue – 4:58
9. Sugar – 5:10
10. Little Earthquakes – 7:37
11. Space Dog – 5:46
12. Waitress – 10:24
13. Purple People – 4:11

## Rezensionen
Stephen Thomas Erlewine schrieb bei AllMusic, Amos erweitere ihre Musik immer noch, aber sie ließe sie auf natürliche Weise atmen, was zu ihrem besten, in sich geschlossenen Album seit Under the Pink geführt habe.
Robert Christgau stufte das Album als „Blindgänger“ ein.
Nick Duerden meinte im Q Magazine, es sei Amos’ bisher eindringlichstes Album, ein anspruchsvolles Hörerlebnis, unangenehm für die Ohren und bösartig düster.
Steve Lichtenstein schrieb für Pop Matters, dass Amos’ Fans ein Album von ihr selbst dann verschlingen würden, wenn sie darauf ihre Songs mit einer Toilettenspülung und den rhythmischen Klängen eines Autos, das über eine Kuh fährt, rülpsen würde.
Im New Musical Express war zu lesen, dass Amos es geschafft habe, mehr als nur ein paar Drähte durcheinander zu bringen, indem sie sich selbst mit der elektrischen Leitung verbunden habe.
Tim Perlich schrieb im NOW Magazine, selbst wenn sich Amos einbilden würde, das impressionistische Kauderwelsch, das sie da von sich gibt, sei extrem künstlerisch, habe sie nicht wirklich viel zu erzählen; es sei denn, man würde auf eine detaillierte Auflistung aller Blumen, die in ihrem Garten wachsen, warten.
Armin Linder meinte bei Plattentests.de, dass trotz der passablen Klangqualität und der dichten Atmosphäre die Live-CD nicht gerade das sei, was einen Neuling für den Backkatalog von Amos begeistern könne, und es den elf neuen Studiotracks ebenso wenig gelingen würde, zu begeistern; auf „Orbiting“ würde nichts zusammenwachsen, was zusammengehöre, stattdessen würde ihre zerbrechliche Stimme von den Computerklängen erdrückt und verschlungen.
Natasha Stovall schrieb im Rolling Stone, das Album sei Amos’ surrealstes Werk, auf dem sie von ihrer Vergangenheit, ihrem Schmerz und ihren Sehnsüchten träumen würde, und das in überladenen musikalischen und lyrischen Farben; ihr Markenzeichen, ihre Stimme und ihr Klavier, seien oft nur Nebenfiguren.
Chris Willman wünschte in Entertainment Weekly viel Glück dabei, zu entschlüsseln, was Amos sagen wolle, aber es sei der angenehmste Hörgenuss, den sie seit Jahren hervorgebracht habe.

## Kommerzieller Erfolg

### Chartplatzierungen
| ChartsChartplatzierungen       | Höchstplatzierung | Wochen |
| ------------------------------ | ----------------- | ------ |
| Deutschland (GfK)              | 11 (5 Wo.)        | 5      |
| Österreich (Ö3)                | 17 (5 Wo.)        | 5      |
| Schweiz (IFPI)                 | 27 (3 Wo.)        | 3      |
| Vereinigte Staaten (Billboard) | 12 (11 Wo.)       | 11     |
| Vereinigtes Königreich (OCC)   | 22 (3 Wo.)        | 3      |

### Auszeichnungen für Musikverkäufe
| Land/Region               | Auszeichnungen für Musikverkäufe (Land/Region, Auszeichnung, Verkäufe) | Verkäufe  |
| ------------------------- | ---------------------------------------------------------------------- | --------- |
| Vereinigte Staaten (RIAA) | Platin                                                                 | 1.000.000 |
| Insgesamt                 | 1× Platin ·                                                            | 1.000.000 |